# 옥센 미르조얀
옥센 미르조얀(아르메니아어: Օգսեն Միրզոյան, 1961년 6월 11일 ~ )은 아르메니아의 역도 선수로 소련을 대표하였다.

## 생애 및 선수 경력
아르메니아 시시안 주의 안게가코트 마을에서 태어났다. 그의 가족은 1965년 에치미아진 지역 바그라미안 마을로 이주했다.
그는 1977년 아쇼트 빌라스야나의 지도를 받았고 역도 훈련을 시작했다. 미르조얀은 1983년 모스크바에서 열린 세계 역도 선수권 대회에서 금메달을 획득하였다.
1984년 하계 올림픽 보이콧 때문에, 미르조얀은 그해의 올림픽에 출전하지 못했다. 그는 1988년 하계 올림픽에서 원래 첫번째 우승자 미트코 그라블레프에 이어 2위를 했다. 그러나, 그라블레프는 도핑 양성 반응을 보였고 실격되었다.
1991년 은퇴하여 코치와 스포츠 공무원을 지냈다. 그는 아르메니아 국가대표 역도 팀의 총감독이 되었다. 1998년부터 2004년까지 미르조얀은 또한 아르메니아 역도 연맹의 의장을 지내기도 하였다.
2004년으로 봐서 미르조얀은 역도에서 예레반 학교 스포츠의 운영자와 아르메니아 올림픽 위원회의 부회장이다. 2013년 3월 9일 아르메니아 올림픽 위원회의 부회장으로 재선되었다.